# Krodotal
Koordinaten: 51° 52′ 41″ N, 10° 34′ 12″ O
Krodotal ist eine bewohnte Ortslage in der Kernstadt von Bad Harzburg. 
Bis in das späte 19. Jahrhundert wurde der Name Schulenrode synonym für den Ostteil der Bad Harzburger Innenstadt verwandt. In einem Informationsbuch aus dem 19. Jahrhundert wird Schulenrode als ein Ortsteil im Amt Bad Harzburg gelistet.

## Etymologie
Der Name Krodo bezieht sich auf eine erstmals in der Neuzeit sicher erwähnte Gottheit, angeblich altsächsische Gottheit namens Krodo.
Der Stamm Schulen- hat die Bedeutung schützen, verbergen und geht auf ein urgermanisches Verb *skūlijaną zurück, das sich auch im Niederländischen als schuilen wiederfindet und im Hochdeutschen ausgestorben ist. Es findet sich auch im Ort Schulenberg im Oberharz wieder. Die Endung -rode bedeutet schlicht eine Rodungssiedlung, sodass sich damit die Bedeutung „verborgene Waldsiedlung“ ergibt und gut zur Lage im Tal passt.

## Geografie

### Position
Die genaue Position der Wüstung ist durch unzureichende Dokumentation nur vage festgehalten und daher unklar. Erschwerend kommt dazu, dass das komplette Gebiet während der letzten Jahrhunderte durch das jüngere Siedlungsgebiet Neustadts bzw. Bad Harzburgs überbaut wurde und somit sowohl eventuell herausstechende Straßenzüge unkenntlich gemacht oder verdunkelt als auch Ausgrabungen erschwert wurden und der zeitlich kohärente Ruinenfund nahezu unmöglich gemacht wird.

### Lage
Die mögliche Position Schulenrodes bewegt sich an einem etwa einen Kilometer langen Streifen, der vom nahezu innerhalb des Harzes gelegenen Krodotal bis ins östliche Stadtgebiet hinein reicht.
An der südlichsten möglichen Stelle befindet sich heute eine namenlose Ansammlung von einigen exponiert gelegenen Häusern.

## Geschichte

### Frühgeschichte

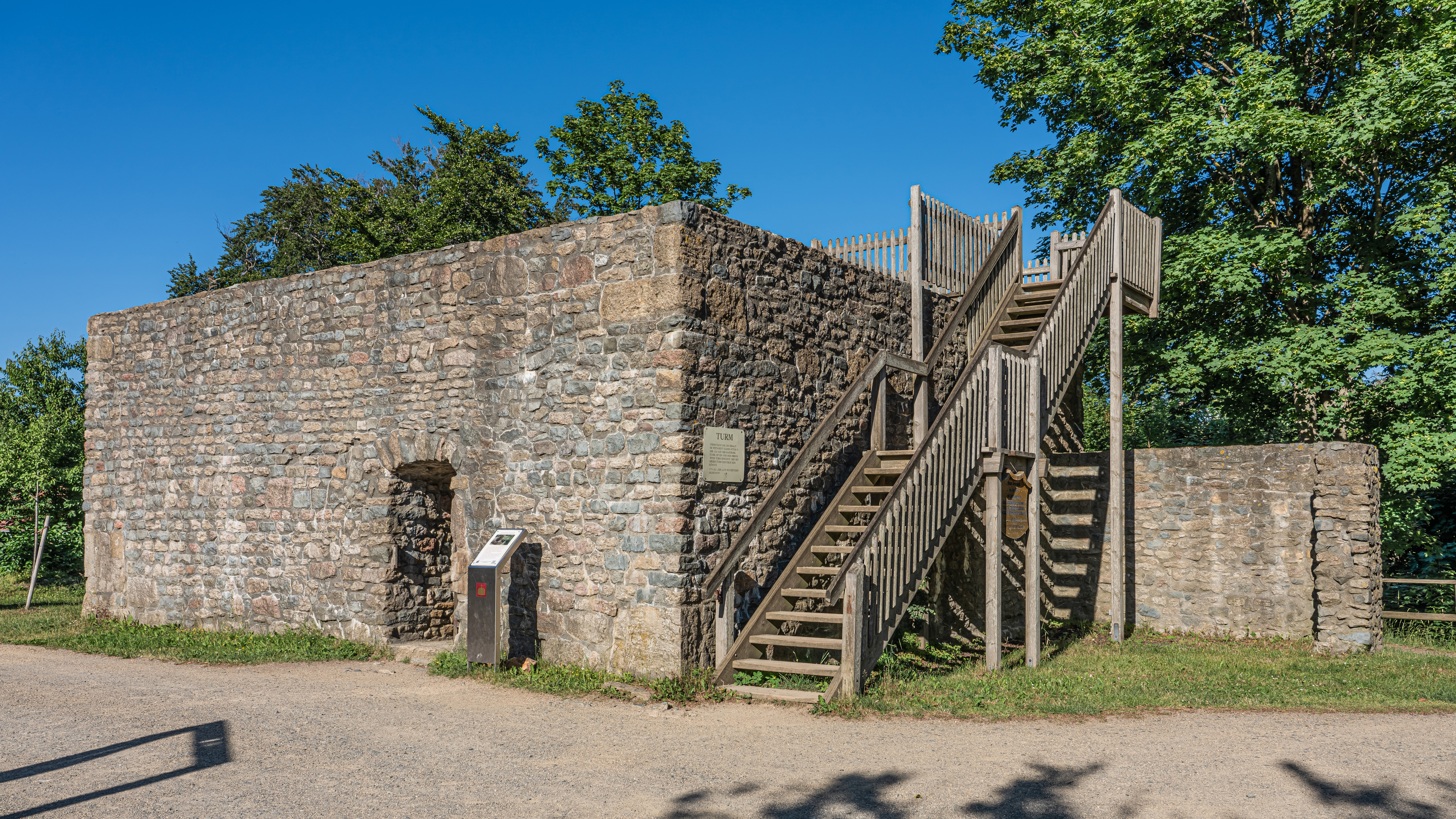
Nachbau eines Turms der Harzburg, die wegweisend für das Schicksal des Ortes war

Erstmals direkt erwähnt wurde Schulenrode 1578 in einem Erbzinsregister als Schulenroda. Jedoch berichtete bereits Heinrich IV. von einer Ortschaft nahe dem Kleinen Burgberg, somit ist eine Einordnung in die Gründungsphase von Rodungsorten im 9. Jahrhundert in der Nordharzregion wahrscheinlich. Die relativ späte Erwähnung und zeitgeschichtlich nur sehr spärliche Dokumentierung ist mit der Beanspruchung als königliches Bergbaugebiet im 11. Jahrhundert zu begründen, an dessen Stelle ein Wirtschaftshof für die Bedürfnisse der Harzburg errichtet wurde. Der Einzug von bäuerlichen Ländereien in der Umgebung und die Umwandlung des Gebiets in einen Gutshof führten im 14. Jahrhundert zum Wüstfall des Ortes. Noch Anfang jenes Jahrhunderts belegt eine kirchliche Urkunde aus Ilsenburg vom 6. Dezember 1314 eines Pfarrers „in Harzburg“ die zwar marginale, aber wahrscheinlich noch rezente Existenz Schulenrodes, da das Vorhandensein einer Pfarrkirche in diesem Zeitraum für das noch junge Neustadt sehr unwahrscheinlich erscheint.

### Neuzeit
Ende des 16. Jahrhunderts verlor der Gutshof seine Stellung als Sitz der Domänenverwaltung zugunsten Bündheims und wurde im Laufe des 17. Jahrhunderts auch in seiner Kernfunktion aufgegeben. 1660 und 1666 folgen weitere Erwähnungen des Namens Schulenrodes, jedoch in einem auffallenden Sprachduktus mit eher an Flurnamen erinnerndem definiten Artikel. Dieser Befund ist auch bei der Wüstung Bovingerode festzustellen, die 1703 als „das Bovenrode“ in Erscheinung tritt. Somit ist der Schluss naheliegend, dass Schulenrode zu diesem Zeitpunkt nur noch als starrer Flurname existiert hat und abseits der Lokalitätsbezeichnung nicht mehr als Siedlung vorhanden war.
1899 wurden die Grundmauern einer mittelalterlichen Kirche im Bereich aufgedeckt, die mit Wahrscheinlichkeit dem erwähnten Pfarrer zugeordnet werden kann. Die Flur des ehemaligen Landguts wurde bis 1908 unter dem Namen „Große Wiese“ als Rennplatz genutzt.